# SAKURA/VIOLIN
SAKURA/VIOLINは、日本のバイオリニスト。
TikTokライブクリエイターとしても活動。現在、TikTokのフォロワー数は58万超。

## 概要
1999年8月13日生まれ。バイオリンを始めたのは4歳の時。高校時代には「第70回全日本学生音楽コンクール」で1位を獲得。その他にも数々のコンクールで優勝、上位入賞を果たし演奏家として頭角を現わわす。
桐朋学園大学在学中にコロナ禍の影響を受け、目標としていたコンクールがすべて中止となり、目標を見失うこととなるが、練習を続け、桐朋学園大学ソリストディプロマコースに特待生として在籍し、東京を主に数々のリサイタルを重ねる。これまでに清水高師、原田幸一郎、神谷美千子、清水涼子に師事。室内楽を原田幸一郎、磯村和英に師事している。2023年コース終了後、ピアニストとのデュオとして、YouTube動画を開始するも、数か月の短期間でフォロワー2万人超となる。
現在はソロでの演奏活動の他、バイオリンやクラッシック音楽の啓蒙のため、SNSや動画配信にも意欲的に取り組んでいる。2025年2月からは、TikTokのライバー事務所タイムチケットプロダクションに所属し、同社の社長である各務正人(カカムーチョ)の強いすすめにより、同社のアンバサダーに就任。ライブ配信者として活動を開始しイベント入賞なども果たした。バイオリン教室も運営している。

### 演奏楽曲
ライブ配信で取り扱う楽曲は、クラッシックを主軸にしているが、現在はリスナーの嗜好に合わせてPOPSなど幅広いジャンルにも自由な発想で取り組んでいる。初期の動画では、超絶技巧なども多く披露されている。

### ファッション
ライブ配信では、コンサートのドレス姿と違い、サブカル寄りのストリートファッションを好んで着こなし、現在は髪色も金髪。クラクラッシック以外のファンからも多く支持される存在に成長。ファッションリーダーとしても注目されている。

## 受賞歴
・第12回日本管弦打楽器ソロコンテスト弦楽器部門金賞グランプリ

・ウィーンベートベン国際コンクール第2位

・ポーランド国際コンクール3位

・第18回日本演奏家コンクール1位、および横浜市長賞

・第2回K弦楽器コンクール1位

・第7回、第9回Kアンリミテッド音楽コンクール1位

・第70回全日本学生音楽コンクール1位

東儀賞、兎束賞、かんぽ生命奨励賞、サントリー芸術財団名器特別賞など多数

### ライバー受賞歴
2025年4月TikTok「桜アンバサダーフェス」ゴールドチーム1位　

### Concert & Event
2025年1月　The Brow Beat 略称「生き死に、死に生き」レコーディングに参加

2024年12月 AMEXビジネス・ゴールドカード PR CM制作

2024年9月　大阪CHEVAL

2024年8月　Gram&Groove2024 in お台場

2024年8月　RAISE

2024年5月　SEL OCTAGON TOKYO

2024年5月　画家塩谷亮絵画モデル

2024年4月　MUSIC LIFE in MANILA

2024年3月　ISLAND BLUEレセプションパーティー

2024年3月　芸能人格付けチェック出演

2023年12月 FIORIGRAFIA～花で埋め尽くそうよ

2023年12月 WARP新宿

2023年12月 クラシックキャラバン2023 in 静岡

2023年11月 クラシックキャラバン2023 in 埼玉

2023年10月 クラシックキャラバン2023 in 山形

2023年10月 玉川髙島屋屋上音楽会

2023年9月　クラシックキャラバン2023 in 宮崎

2022年9月　クラシックキャラバン2022 in 静岡

2022年6月　向島ロータリークラブ in レバント東京

2021年4月　アンサンブル・アール・ヴィヴァン結成記念第1回公演

2020年12月 テレビマンユニオン: プロジェクトQ第18章

2018年12月 原田幸一郎とヒルサイドテラス